# Eamon Scanlon

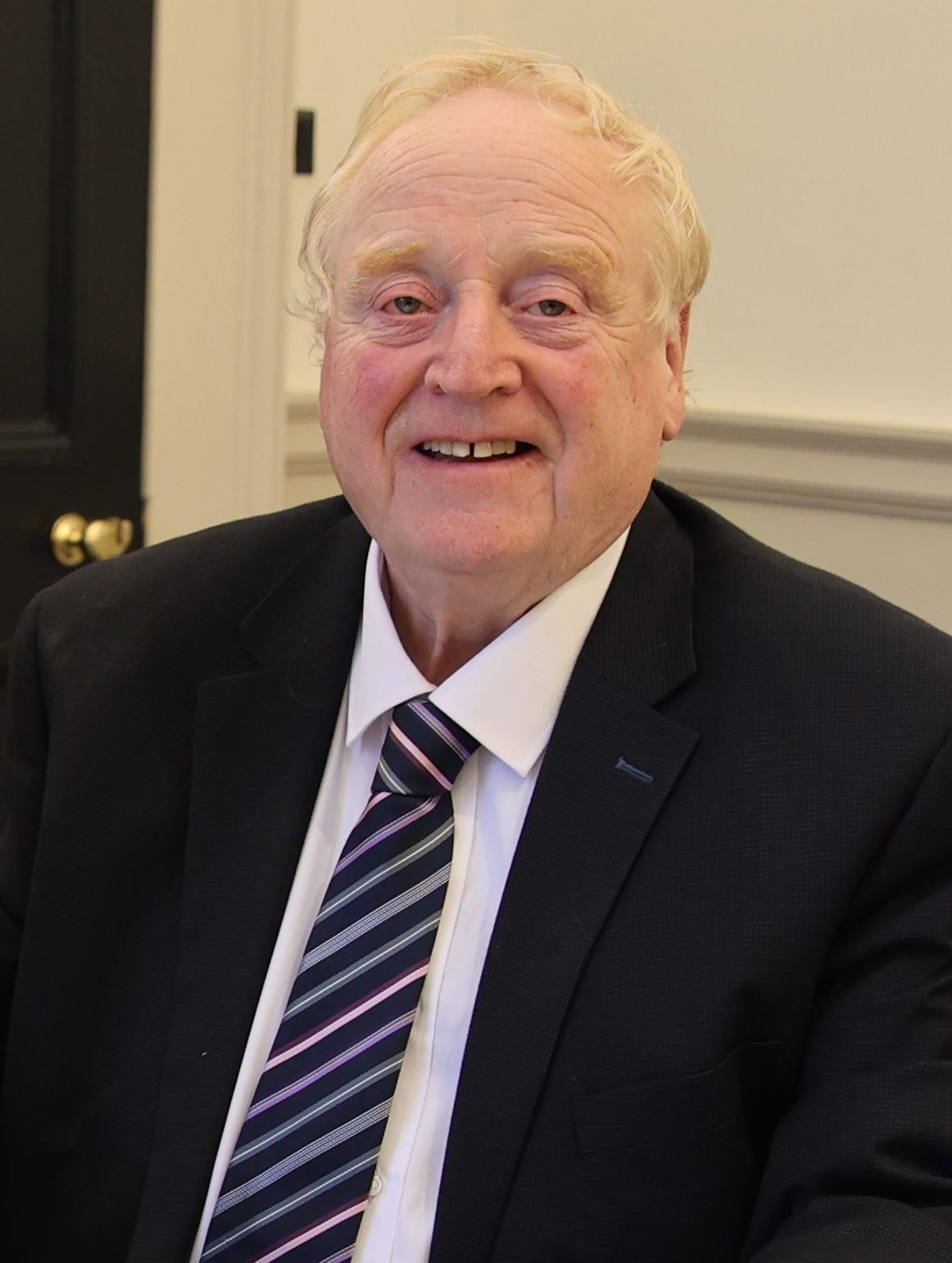
Eamon Scanlon (2024)

Eamon Scanlon (* 20. September 1954 in Ballymote, County Sligo, Irland) ist ein irischer Politiker der Fianna Fáil (FF).

## Leben
Eamon Scanlon ist ausgebildeter Fleischer. Später machte er sich als Immobilienauktionator und -makler selbstständig. 
1985 versuchte er erstmals, in den Sligo County Council gewählt zu werden. Dies gelang ihm allerdings erst 1991, konnte dann aber den Sitz bis 2003 verteidigen. Zuvor war er 2002 über die Landwirtschaftsliste in den Seanad Éireann gewählt worden. Bei den Wahlen zum Dáil Éireann 2007 gelang es ihm auf Anhieb, für den Wahlkreis Sligo–North Leitrim einen Sitz zu erringen und zog als Teachta Dála in den Dáil Éireann ein. Bei den Wahlen 2011 verpasste er den Sitz knapp. 2014 wurde er dann wieder in den Sligo County Council gewählt. Bei den Wahlen 2016 konnte er den Sitz im Dáil Éireann für den Wahlkreis Sligo–Leitrim zurückgewinnen, verlor ihn jedoch bei den Wahlen 2020 wieder. 
Bei den Wahlen zum Dáil Éireann 2024 trat er dann erneut an. Knapp errang er den Sitz zurück.

## Privates
Eamon Scanlon ist mit Ann Killoran verheiratet und hat mit ihr sechs Kinder. Sein Sohn Matthew ist mittlerweile Teilhaber des Unternehmens.